# اوفلیز ۱۰۶۱۲
سیّارک ۱۰۶۱۲ (به انگلیسی: 10612 Houffalize، نامگذاری:1997JR17) ده هزار و ششصد و دوازدهمین سیارک کشف شده‌است که در ۳ مه ۱۹۹۷ کشف شد.
قدر مطلق سیارک برابر ۲۸٫۲ است.